# Jaime Rodríguez
Jaime Rodríguez, salvadorski nogometaš in trener, * 17. januar 1959, San Salvador, Salvador.
Za salvadorsko reprezentanco je odigral 30 uradnih tekem in dosegel en gol.